# Elacomia misolensis
Elacomia misolensis là một loài bọ cánh cứng trong họ Cerambycidae.